# Poropuntius speleops
Poropuntius speleops är en fiskart som först beskrevs av Roberts, 1991.  Poropuntius speleops ingår i släktet Poropuntius och familjen karpfiskar. IUCN kategoriserar arten globalt som sårbar. Inga underarter finns listade i Catalogue of Life.